# HD 154099
HD 154099，又名BD+73 751，SAO 8667、HR 6335，是一颗恒星，视星等为6.3，位于銀經105.04，銀緯34.11，其B1900.0坐标为赤經16h 58m 15.6s，赤緯+73° 34.11′ 44″。